# نورمان يو
نورمان يو (بالإنجليزية: Norman Yeo)‏ هو لاعب كرة قدم أسترالية أسترالي، ولد في 21 يونيو 1886 في Ballarat East, Victoria ‏ في أستراليا، وتوفي في 1 يونيو 1950 في Malvern East, Victoria ‏ في أستراليا.

## وصلات خارجية
- نورمان يو على موقع AustralianFootball.com (الإنجليزية)
- نورمان يو على موقع AFLtables.com (الإنجليزية)